# گژگوش میلکارسکی
گژگوش میلکارسکی (لهستانی: Grzegorz Mielcarski؛ زادهٔ ۱۹ مارس ۱۹۷۱) بازیکن فوتبال اهل لهستان بود.
از باشگاه‌هایی که در آن بازی کرده‌است می‌توان به باشگاه فوتبال ویدزف ووچ، باشگاه فوتبال آ. ا. ک آتن، باشگاه فوتبال پورتو، باشگاه فوتبال سروت ۱۸۹۰، و باشگاه فوتبال گورنیک زابژه اشاره کرد.
وی همچنین در تیم ملی فوتبال لهستان بازی کرده‌است.
وی در مسابقات کشوری و بین‌المللی در مجموع برندهٔ ۱ مدال نقره شده‌است.